# Leesi
Ne doit pas être confondu avec Lessi.
Leesi est un village de la commune de Kuusalu du comté de Harju en Estonie.
Au 31 décembre 2011, il compte 29 habitants.
Le village est situé sur la péninsule de Juminda.